# Моргантина

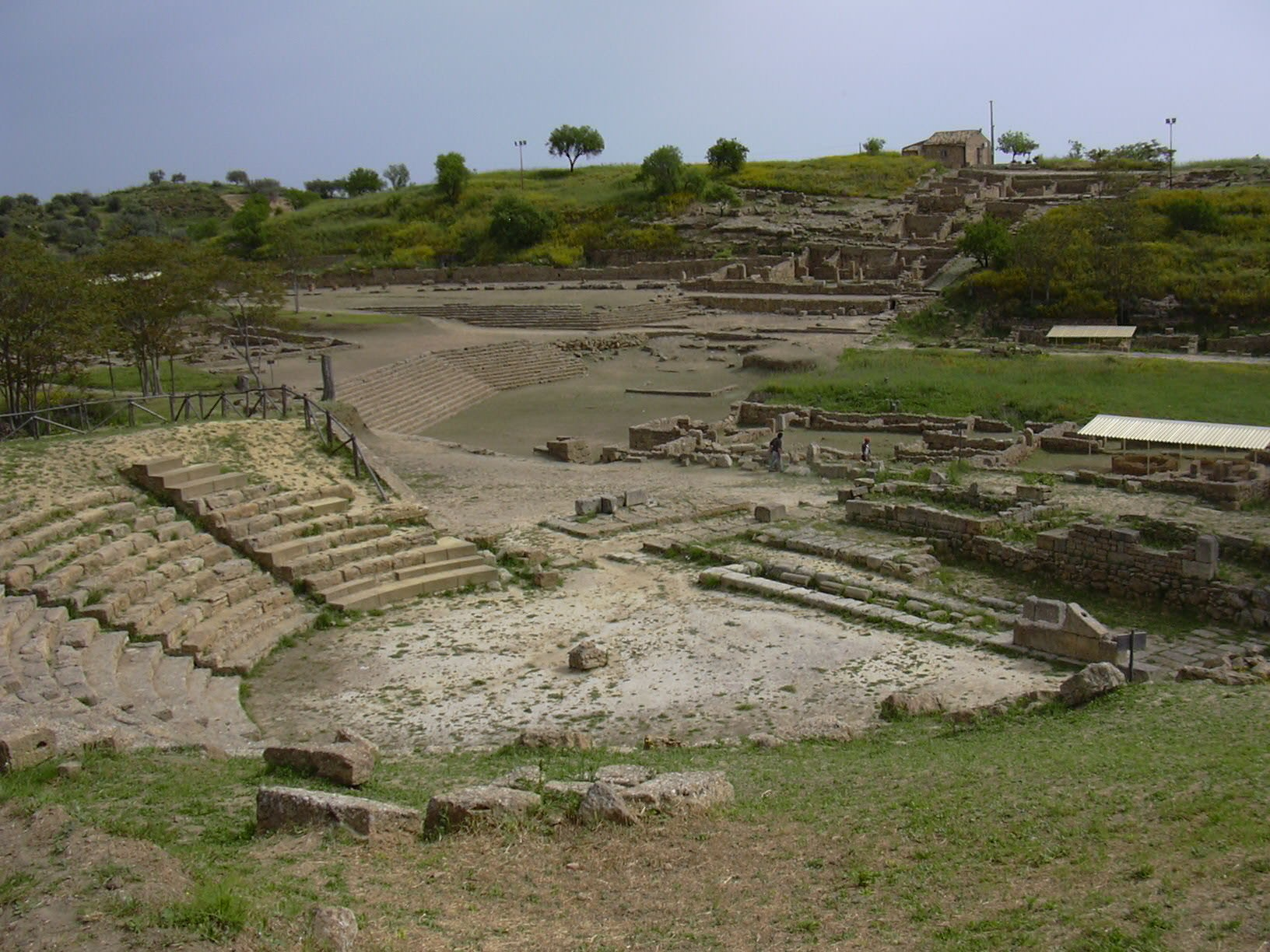
Городской театр

Морганти́на — античный город в центральной части Сицилии.

## История
Окрестности Моргантины были заселены ещё со времён палеолита, однако следы жизнедеятельности людей, непосредственно на месте города возникли в период позднего бронзового века
По предположению Антиоха Сиракузского, город получил своё название от древнего племени моргетов, которые ранее, вместе с племенем сикулов проживали в материковой Италии в районе Региума, но под давлением племени энотров переселились на Сицилию.
Первое упоминание о городе, относящееся к 459 году до н. э., встречается у Диодора Сицилийского, который рассказывает о захвате города Дукетием, вождём сикулов. Дукетий объединил сикульские города и вёл борьбу с греческими поселениями на острове.
...царь сикелов, Дукетий, человек из прославленной семьи и влиятельной в то время, основал город Мены (Menaenum) и раздал окрестные земли поселенцам, и совершил поход против сильного города Моргантины и, покорив его, он приобрел славу среди своего собственного народа.
Вероятно, уже в  450 году до н. э. после поражения Дукетия близ города Номы, Моргантина перешла под власть соседних Сиракуз.
В 424 году до н. э.  после выступления сиракузского оратора Гермократа в городе Геле сицилийские города заключают мир. По результатам этого соглашения, Сиракузы уступают Моргантину за денежный выкуп соседней Камарине.
В 396 году до н. э. Моргантина была захвачена сиракузским тираном Дионисием Старшим.
Около  320 года до н. э. по причине давней вражды с Сиракузами, жители Моргантины предоставили убежище изгнанному оттуда Агафоклу. Спустя некоторое время они избрали его полководцем. Собрав армию из противников действующей в Сиракузах власти, в том числе и из жителей Моргантины, Агафокл осадил Сиракузы. Заключив соглашение с карфагенским полководцем Гамилькаром, ему удалось овладеть городом. После победы Агафокл стал единовластным правителем Сиракуз и создал впоследствии влиятельную Сицилийскую державу.
Во время Второй Пунической войны Моргантина поддержала сторону Карфагена.
В итоге, город был разрушен римскими войсками и, в 211 году до н. э. передан испанским наемникам, сражавшимся на стороне Римской республики, в качестве платы за услуги.
После поражения первого сицилийского восстания рабов (135 — 132 г. до. н.э.), согласно Диодору Сицилийскому, в Моргантине содержался в плену и умер от болезней предводитель восстания, выходец из Сирии, провозгласивший себя «царём Антиохом» — Евн.
В I веке, во время жизни Страбона, на месте Моргантины город уже не существует.
В Моргантине чеканилась собственная монета.

## Достопримечательности

### Зона раскопок
- Театр
- Здание городского совета (булевтерион)
- Агора, окружённая с трёх сторон портиками.
- Крытый рынок (макеллум)
- Термы
- Жилые кварталы

### «Сокровища Моргантины»
«Сокровища Моргантины» — распространённое название коллекции из 16 античных посеребренных предметов утвари, датируемых III веком до н. э..
| - Сокровища Моргантины |

Клад из указанных предметов был найден в ходе незаконных раскопках в Моргантине, предположительно, в  «Доме Евполема». В начале 80-x годов XX столетия сокровища оказались выставлены в нью-йоркском музее Метрополитен. После многолетних требований итальянского правительства о возврате ценностей, в 2010 году, спустя почти 30 лет, коллекция была передана археологическому музею города Айдоне.

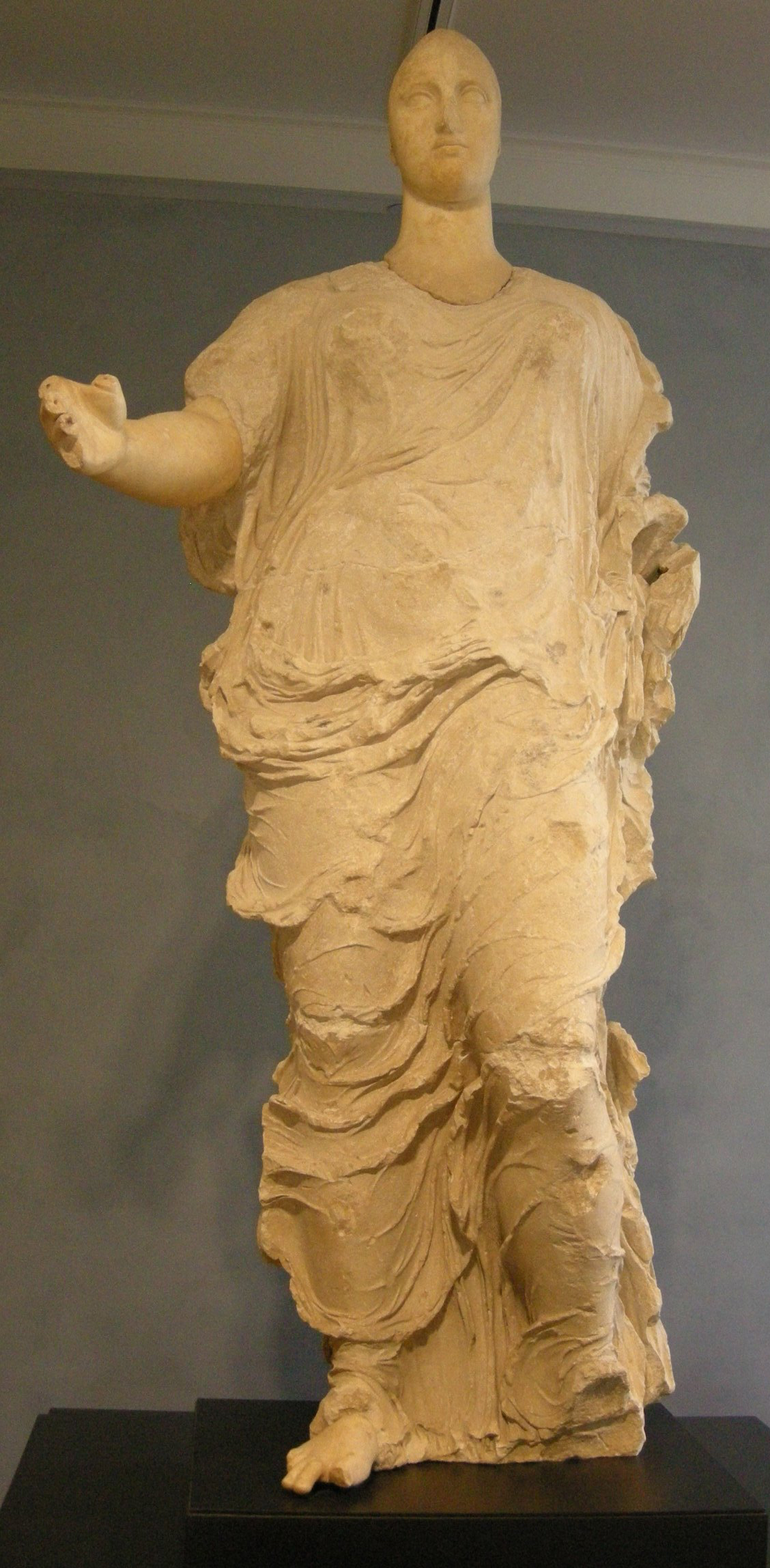
Статуя Деметры в музее Гетти. США.

### «Венера» моргантинская
Скульптура, известная как «Венера из Моргантины» имеет судьбу, схожую с судьбой клада «Сокровища Моргантины». В середине XX века она была найдена в зоне раскопок и нелегально вывезена из страны. В итоге, в 80-е годы, статую приобрёл Музей Гетти, расположенный в Калифорнии в США.
17 марта 2011 года, после судебных разбирательств, статуя была возвращена в Италию.
В настоящее время она выставлена в археологическом музее города Айдоне.
Скульптура датируется 425 — 400 гг. до н. э.. Предполагается, что её создал один из учеников Фидия, работавший в Великой Греции. Наиболее вероятно, что статуя является изображением богини Деметры, культ которой был широко распространён в Моргантине.

## Интересные факты
- В Моргантине обнаружены самые ранние мозаики, выполненные в технике тесселирования. Самая известная из них, датируемая 270 — 215 гг до н. э., изображает мифическую сцену похищения юноши Ганимеда орлом, посланным Зевсом.
- Плиний Старший в описании виноградников Кампании выделяет лозу murgentina: ...Там в чести больше всего murgentina, уроженка Сицилии[12].